# Ahal Eden
Ahal Eden är en israelisk sångerska och discjockey. Hon spelar bland annat techno och har länge varit ett stort namn på klubb och ravescenen i Tel Aviv. Hon har också komponerat filmmusik för flera israeliska filmer och var en del av en grupp som representerade Israel i Eurovision Song Contest 2000.